# Димитър Янев (общественик)
Вижте пояснителната страница за други личности с името Димитър Янев.
Димитър Димитров Янев, също Дораков, Дураков, е български общественик, деец на Съюза на македонските емигрантски организации.

## Биография
Димитър Янев е роден на 16 януари 1880 година в южномакедонския град Енидже Вардар (Па̀зар), тогава в Османската империя, днес Яница, Гърция, в бедно земеделско семейство. Завършва първи прогимназиален клас в родния си град, след което учи в Солунската българска мъжка гимназия, където се включва в ученическия революционен кръжок.
По професия става учител и преподава в Енидже Вардар през 1900 – 1901 година, а след това в Кукуш до 1903 година. Междувременно членува в местните революционни комитети на ВМОРО. Подпомага пристигането на войводата Кръстьо Асенов в района. През Илинденско-Преображенското въстание е първо четник в четата на Апостол войвода, а след това е секретар в четата на Гоце Нисторов и участва в няколко сражения. През 1904 година е куриер на Задграничното представителство на ВМОРО. Застава на позиции против централизацията в организацията и се оттегля от активна революционна дейност. Започва да следва химия в Софийския университет през 1904 година, но през 1905 година е изключен. През 1909 година участва във формирането на Солунското благотворително братство. Успява да завърши университета.
След това става стажант учител в Казанлък и сетне учител в Бяла Слатина. През Балканските войни служи в лазарета на Македоно-одринското опълчение. През 1913 година основава македоноодринско опълченско дружество в Бяла Слатина и Кюстендил.
След края на Първата световна война се включва в ръководните органи на Съюза на македонските емигрантски организации и на Съюза на македоно-одринските опълченски дружества в България. Янев е избран за член на Националния комитет на Съюза на македонските емигрантски организации след Деветоюнския преврат в 1923 година. Издава вестник „Български доброволец“ (1933 – 1944).
През 1928 година Димитър Янев е председател на Ениджевардарско–Гумендженското благотворително братство, а впоследствие подпредседател на отцепилото се от него Ениджевардарско благотворително братство през 1936 година. До 1945 година остава в ръководството на Съюза на македоно-одринските опълченски дружества в България.